# Vesicularia perreticulata
Vesicularia perreticulata là một loài Rêu trong họ Hypnaceae. Loài này được Broth. ex Dixon mô tả khoa học đầu tiên năm 1915.